# Leucocephalophus adersi
Il cefalofo di Aders (Leucocephalophus adersi (Thomas, 1918)), noto anche come Nunga in swahili, Kunga marara in kipokomo e Harake in giriama, è un rarissimo cefalofo di foresta dalle piccole dimensioni diffuso solamente a Zanzibar e in una piccola enclave costiera del Kenya. In passato era considerato una sottospecie del cefalofo rosso, del cefalofo di Harvey o di quello di Peters, ma a causa delle forti differenze rispetto alle altre specie di cefalofo, è stato recentemente inserito in un proprio genere monotipico, Leucocephalophus .

## Descrizione
Oltre a essere la più rara e minacciata specie di cefalofo dell'intera Africa, il minuto cefalofo di Aders è anche una tra le più piccole e caratteristiche, essendo facilmente riconoscibile dalla larga banda bianca che attraversa il posteriore. Misura 66-72 cm di lunghezza, 30-32 cm di altezza al garrese, ha una coda di 9-12 cm e pesa 6,5-12 kg. Come negli altri cefalofi, la forma del suo corpo è adatta per muoversi con facilità tra il fitto sottobosco, essendo piccola e tozza, con grandi quarti posteriori, dorso arcuato, zampe relativamente brevi e zoccoli appuntiti e larghi. Il manto è morbido, sericeo e di colore rosso-fulvo; sul collo si fa leggermente più grigiastro, mentre sulle zampe sono presenti delle «lentiggini» bianche. La banda bianca che attraversa il posteriore si fonde con la colorazione chiara del ventre, e appena al di sopra di ogni zoccolo vi è una macchia bianca e nera. La coda è relativamente breve e termina con un ciuffo di peli bianchi.
Maschi e femmine presentano dimensioni e aspetto simili, ed entrambi possiedono brevi corna rivolte all'indietro, leggermente più lunghe nei maschi, dove raggiungono i 6 cm di lunghezza. Sulla sommità del capo è presente una cresta di peli rossastri, mentre il muso è appuntito, con naso schiacciato, bocca larga e grandi ghiandole «preorbitali» simili a fessure davanti agli occhi.

## Distribuzione e habitat
Il cefalofo di Aders è diffuso solamente sull'isola di Zanzibar, al largo delle coste della Tanzania, e in piccole aree della costa del Kenya. In passato, in quest'ultimo Paese, la specie era molto diffusa lungo la costa a nord di Mombasa, fin quasi al confine con la Somalia, ma attualmente è confinata alla Foresta di Arabuko-Sokoke e alla Riserva Nazionale della Foresta di Dodori. Forse in precedenza si trovava anche sulle isole di Fundo e Funzi, al largo delle coste di Pemba (Tanzania), ma attualmente è scomparsa da entrambe. Nel 2000, un piccolo numero di esemplari è stato trasferito sull'isola di Chumbe, al largo delle coste di Zanzibar.
A Zanzibar, il cefalofo di Aders vive all'interno dei fitti e indisturbati boschetti costieri che si sviluppano sui terreni aridi e rocciosi di roccia corallina noti come coral rag. Nella Foresta di Arabuko-Sokoke, la specie si incontra soprattutto nei boschetti e nelle macchie costiere di alberi di Cynometra.

## Biologia
Il cefalofo di Aders è attivo prevalentemente durante il giorno; si nutre di una vasta gamma di foglie, semi, germogli e frutti, e spesso segue i branchi di scimmie per trarre beneficio dai frutti che esse lasciano cadere dalla volta della foresta. Alcuni cefalofi catturano anche insetti e piccoli vertebrati, ma non è stato accertato se anche quello di Aders faccia lo stesso. Le boscaglie e i coral rag in cui abita questo animale sono spesso aridi e privi di acqua, e il cefalofo di Aders sembra essere in grado di sopravvivere per lunghi periodi senza bere.
Generalmente i cefalofi di Aders vivono da soli o in coppia, occupando un piccolo territorio che viene marcato con le secrezioni delle grandi ghiandole preorbitali e con cumuli di escrementi. L'accoppiamento può avvenire in ogni periodo dell'anno e la femmina dà alla luce un unico piccolo che rimane nascosto tra la vegetazione per le prime settimane di vita. Tuttavia, conosciamo molto poco sulle abitudini riproduttive di questa specie. Il cefalofo di Aders è molto timido, attento e sensibile ai rumori, e probabilmente, come gli altri cefalofi, si tuffa nel folto della foresta quando viene disturbato, comportamento dal quale deriva il nome afrikaans di duiker, «tuffatori», attribuito a questo gruppo di piccole antilopi.

## Conservazione
Sembra che nel corso degli ultimi decenni questo raro cefalofo abbia subito un netto declino, dato che sulla sola Zanzibar la sua popolazione è passata dai circa 5000 esemplari del 1982 agli appena 640 del 1999. La specie è attualmente ristretta a poche chiazze di foresta nel sud e nell'est dell'isola, dove forse ne sopravvivono meno di 300 capi. Il declino di questa specie, che continua tuttora, è dovuto principalmente alla perdita dell'habitat, a causa del disboscamento illegale e dell'avanzare dell'agricoltura, e alla caccia illegale per la carne e la pelle. La deforestazione e il degrado delle aree forestali hanno portato a una grave frammentazione dell'habitat del cefalofo, ma sfortunatamente la raccolta di legna da ardere rimane una delle poche fonti di entrata per molte persone che vivono in prossimità delle foreste. Un'altra minaccia per la specie è costituita dalla presenza di cani randagi, che si ritiene abbiano sterminato una popolazione di cefalofi introdotta sull'isola di Funzi.
Si ritiene che la popolazione di cefalofi di Aders presente ad Arabuko-Sokoke (Kenya) sia perfino più prossima all'estinzione, dato che in questa foresta vengono ancora praticate attività venatorie, e recenti sopralluoghi lasciano indicare che sia costituita solo da pochissimi individui. Questa zona comprende una delle più vaste estensioni di foresta di pianura rimaste lungo la costa dell'Africa orientale, ma rimane pur sempre minacciata dai disboscamenti illegali e dalla rapida espansione demografica della popolazione umana presente nelle sue vicinanze.